# Stradom

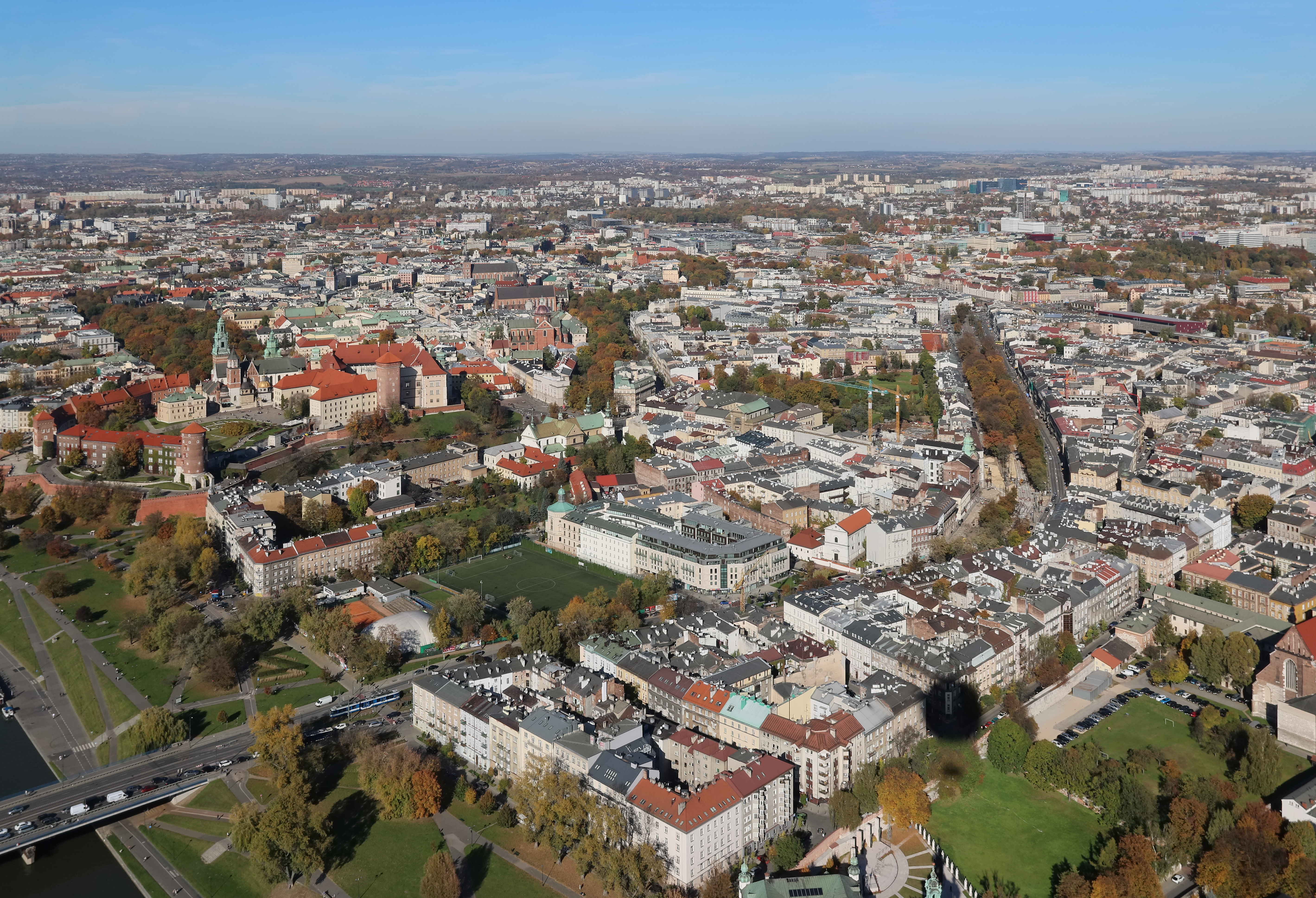
Überblick auf Stradom in der Mitte und die Umgebung

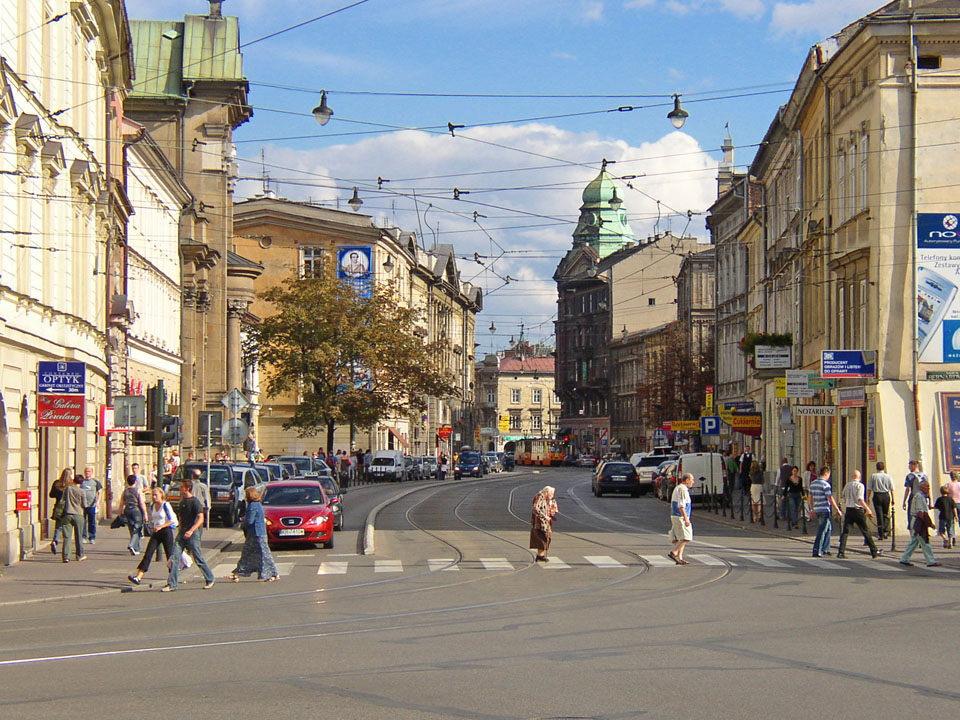
Stradom(ska)-Straße

Stradom ist ein Stadtteil der Großstadt Krakau in Polen. Es gehört zum Stadtbezirk 1 Altstadt. Die ehemalige Vorstadt an der Weichsel wurde 1792 eingemeindet.
Das Gebiet von Stradom steht seit 1934 als Ensemble unter Denkmalschutz. Es ist Teil des UNESCO-Welterbes „Historisches Zentrum von Krakau“ und des polnischen Geschichtsdenkmals (Pomnik historii) „Historischer Stadtkomplex“.

## Lage
Der Stadtteil grenzt im Westen an die Weichsel, im Norden an den Burgberg Wawel und die Krakauer Altstadt, im Nordosten an den Stadtteil Wesoła, im Südosten und Süden an Kazimierz.

## Geschichte

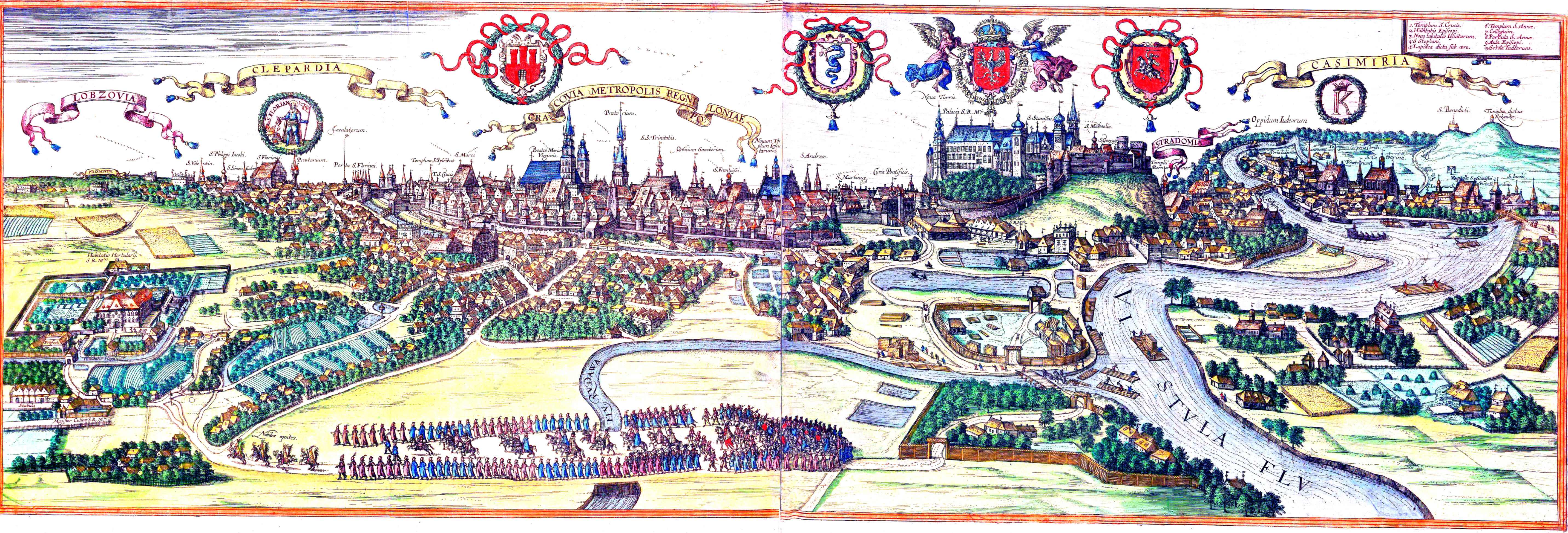
Darstellung von Stradom und der „königlichen Brücke“ an der Weichsel, rechts neben dem Burgberg Wawel im Civitates Orbis Terrarum (VI, 1618)

Stradom entwickelte sich im 15. Jahrhundert als Vorstadt von Krakau, auf einem Überschwemmungsgebiet der Weichsel. Eine „königliche Brücke“ (Pons Regius) mit dem Handelsweg nach Süden überspannte hier den Weichselarm zwischen Krakau und der Stadt Kazimierz.
Stradom wurde mit weiteren Orten und der Stadt Kazimierz 1792 vom Vierjährigen Sejm nach Krakau eingemeindet. Drei Jahre später kam Krakau nach der Dritten Teilung Polens zum Kronland Galizien der Habsburgermonarchie. Von 1809 bis 1815 gehörte es zum Herzogtum Warschau und nach dem Wiener Kongress zur Republik Krakau.
Von 1889 (oder 1880) bis 1900 stieg die Zahl der Einwohner Stradoms von 3405 auf 4410, die Zahl der Häuser von 72 auf 81. Bei der Volkszählung 1900 gaben 1541 Einwohner an römisch-katholisch zu sein und 2844 israelitisch, 3768 sprachen Polnisch und 509 Deutsch. Im Jahr 1921 hatte Stradom 210 Gebäude mit 8303 Einwohnern. Von ihnen waren 5137 polnischer Nationalität, 3273 römisch-katholisch und 4987 jüdischen Glaubens.

## Baudenkmale
Stradom ist Teil eines Gebiets, das als historischer Stadtkomplex (historyczny zespół miasta) zum 16. September 1994 durch präsidiale Verordnung von Lech Wałęsa zum Geschichtsdenkmal (Pomnik historii) erklärt wurde.
- Barocke Bernhardinerkirche (Kościół Bernardynów) und Kloster
- Barocke Lazaristenkirche
- Barocke St.-Agnes-Kirche (Kościół św. Agnieszki)
- Theologisches Seminar
- Puget-Palais, 1874 erbaut (Neorenaissance)
- Ohrenstein-Haus, 1911–1913 erbaut
- Presse-Palais, 1920 erbaut

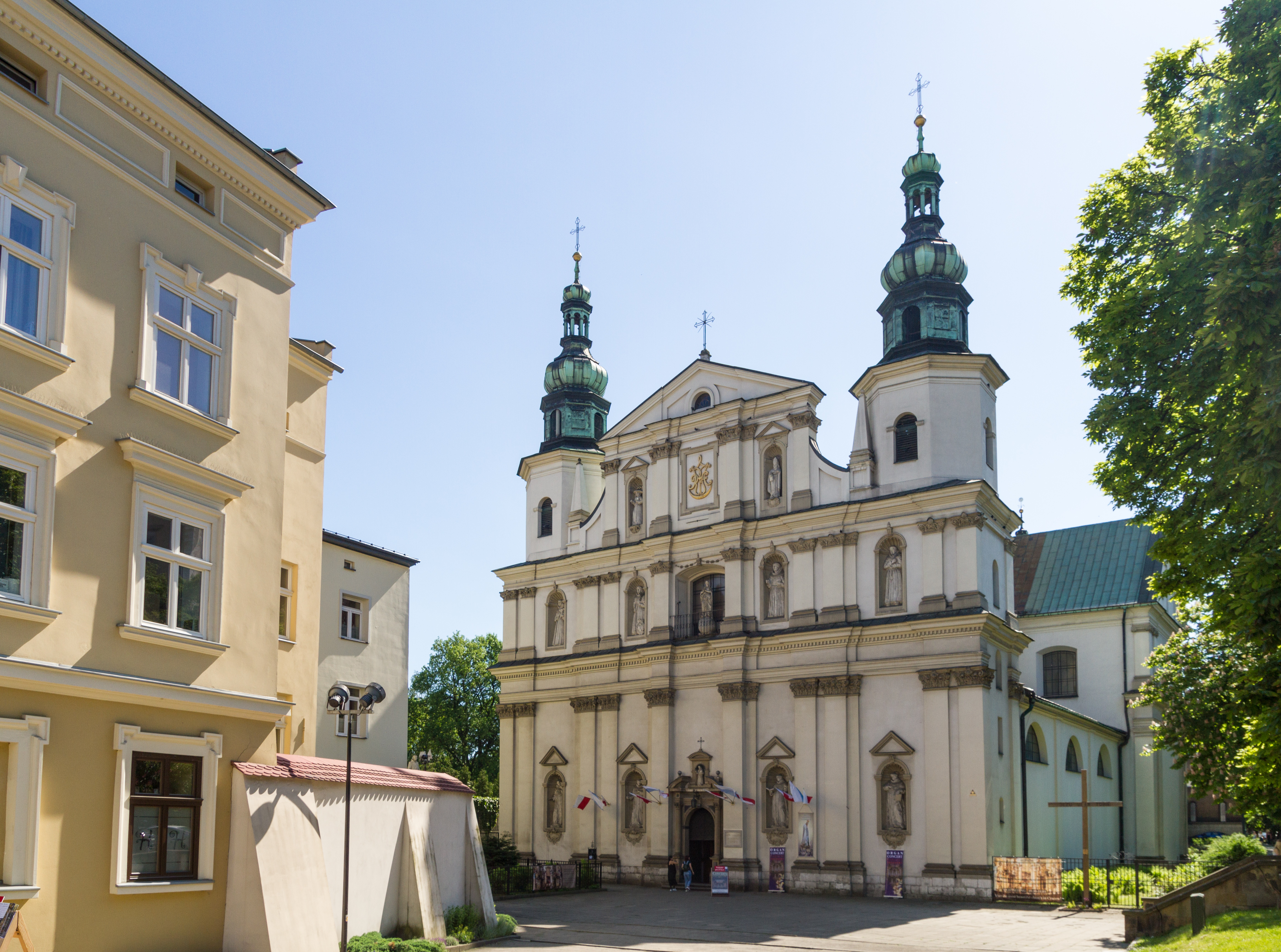
Bernhardinerkirche
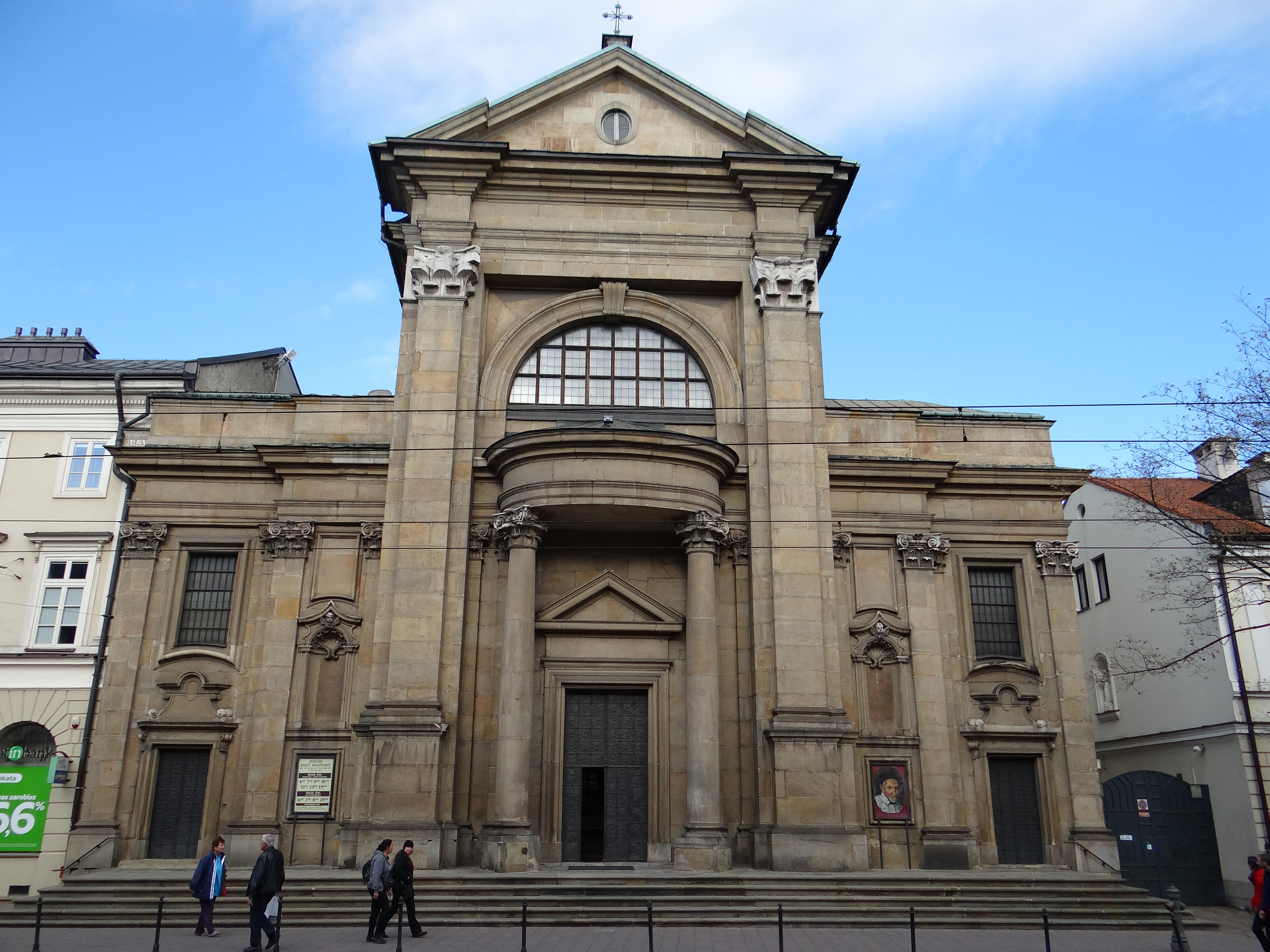
Lazaristenkirche
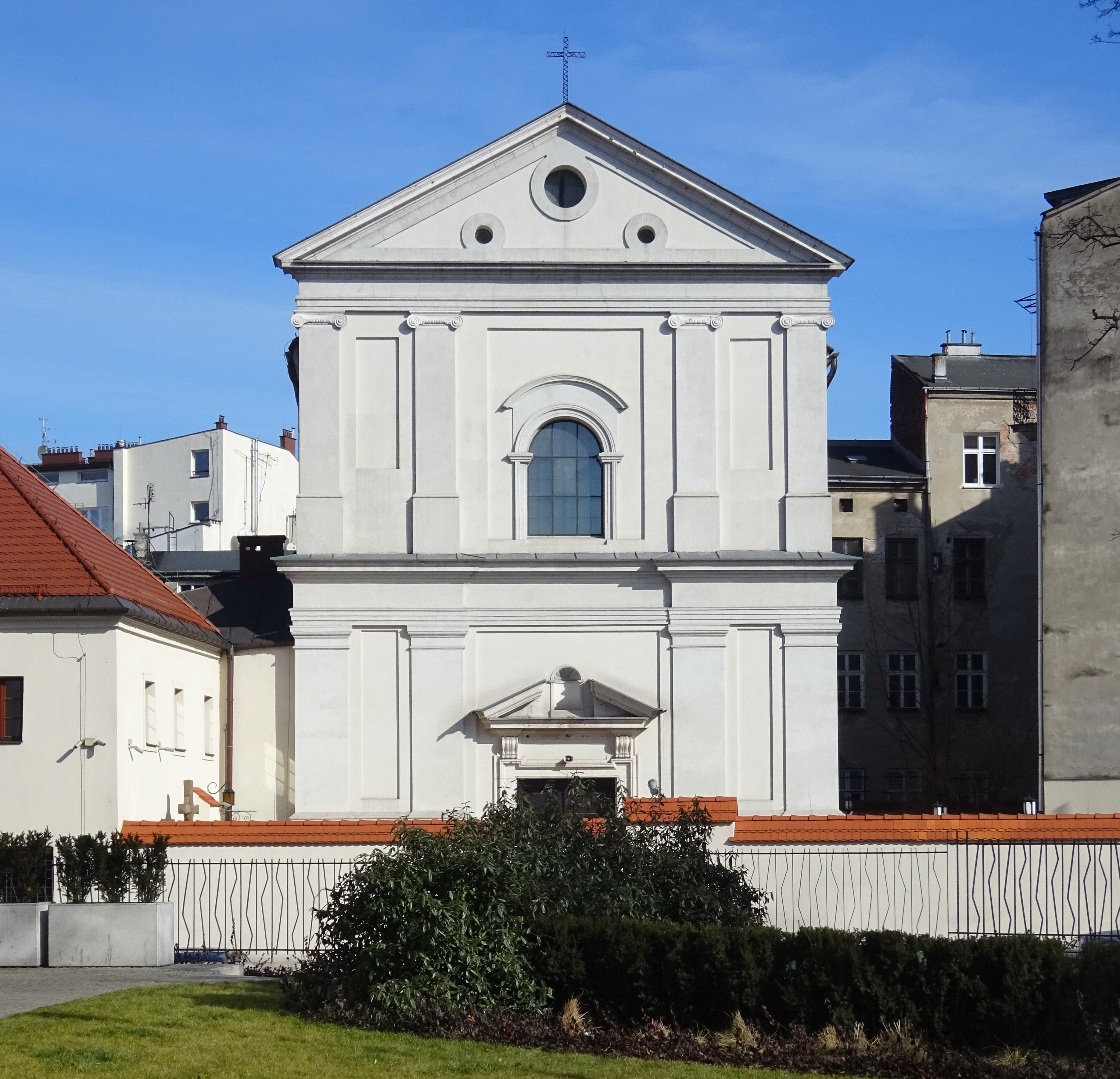
Agneskirche
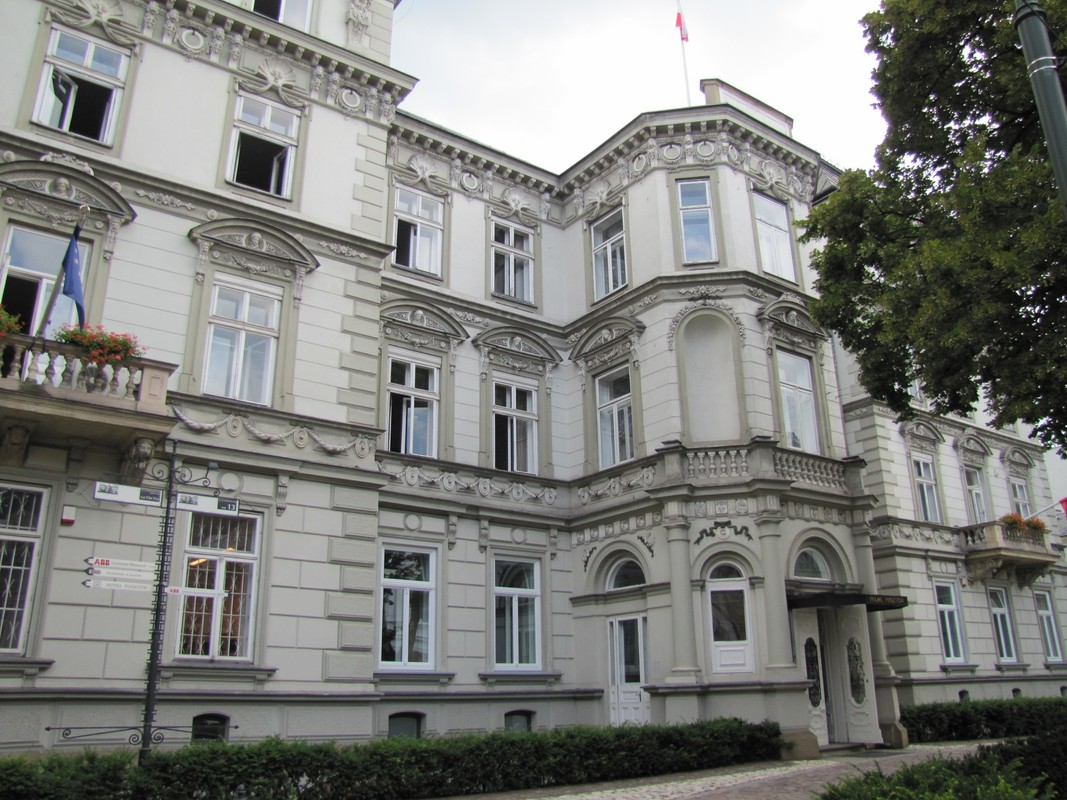
Puget-Palais

## Persönlichkeiten
- Jakub Ignacy Cyboni (1660–1728), um 1702 Superior der Lazaristen in Stradom
- Giovanni Antonio Fabri (1652–1723), Superior und Leiter des Ordensseminars der Lazaristen
- Michał Szembek (1650–1726), Mitbegründer der Missionskirche
- Bolesław Wallek-Walewski (1885–1944), langjähriger Leiter des Chores des Theologischen Institutes.